# Eugene Aram
Eugene Aram (Ramsgill, 1704 – York, 1759) è stato un filologo classico inglese.
Fu il primo a comprendere il carattere indo-europeo della lingua celtica. Uccise l'amante di sua moglie. Per questo delitto, venne condannato all'impiccagione.

## Nella cultura di massa
Sulla sua figura vennero girati alcuni film all'epoca del muto, basati sul romanzo Eugene Aram di Edward George Bulwer-Lytton che venne pubblicato a Londra nel 1932. Il poeta Thomas Hood gli aveva dedicato, nel 1831, The Dream of Eugene Aram, the Murderer.

## Filmografia
- Eugene Aram, regia di Edwin J. Collins (1914)
- Eugene Aram, regia di Richard Ridgely (1915)
- Eugene Aram, regia di Arthur Rooke (1924)